# Pamięcice
Pamięcice – wieś w Polsce położona w województwie małopolskim, w powiecie proszowickim, w gminie Pałecznica.
| SIMC    | Nazwa            | Rodzaj     |
| ------- | ---------------- | ---------- |
| 0259689 | Biedziny         | przysiółek |
| 0259695 | Folwark Pamięcki | część wsi  |
| 0259703 | Guzie            | część wsi  |
| 0259710 | Noga             | część wsi  |
| 0259726 | Rynek            | część wsi  |
| 0259732 | Wawrzeszki       | część wsi  |
| 0259749 | Zielona          | część wsi  |

W latach 1975–1998 miejscowość administracyjnie należała do województwa kieleckiego.